# Uranospathit
Uranospathit ist ein selten vorkommendes Mineral aus der Mineralklasse der „Phosphate, Arsenate und Vanadate“. Es kristallisiert im orthorhombischen Kristallsystem mit der chemischen Zusammensetzung
Al1–x☐x[(UO2)(PO4)]2(H2O)20+3xF1–3x, wobei die Spannweite von ‚x‘ mit 0 < x < 0,33 angegeben wird. Als vereinfachte (idealisierte) Formel gilt (Al,☐)(UO2)2F(PO4)2·20H2O und damit ist Uranospathit chemisch gesehen ein wasserhaltiges Aluminium-Uranyl-Phosphat.
Uranospathit entwickelt häufig rechteckige plättchen- bis lattenförmige, gelbe oder blassgrüne bis bläulichgrüne Kristalle bis etwa einen Millimeter Größe und fächerartige Gruppen.

## Etymologie und Geschichte
Uranospathit wurde 1915 von Hallimond erstbeschrieben. Benannt wurde das Mineral nach seinem Urangehalt sowie dem griechischen Wort „σπάθη“ (spathe), was so viel wie „Schwert“ oder „Klinge“ bedeutet, um auf den Kristallhabitus hinzuweisen.
Das Typmineral befindet sich am Natural History Museum in London.

## Klassifikation
Bereits in der veralteten 8. Auflage der Mineralsystematik nach Strunz gehörte der Uranospathit zur Mineralklasse der „Phosphate, Arsenate und Vanadate“ und dort zur Abteilung „Wasserhaltige Phosphate, Arsenate und Vanadate mit fremden Anionen“, wo er gemeinsam mit Autunit, Bassetit, Fritzscheit, Heinrichit, Kahlerit, Kirchheimerit, Natrouranospinit, Nováčekit, Sabugalit, Saléeit, Torbernit, Uramphit, Uranocircit, Uranospinit und Zeunerit in der „Uranit-Reihe“ mit der Systemnummer VII/D.20a steht.
In der zuletzt 2018 überarbeiteten Lapis-Systematik nach Stefan Weiß, die formal auf der alten Systematik von Karl Hugo Strunz in der 8. Auflage basiert, erhielt das Mineral die System- und Mineralnummer VII/E.04-010. Dies entspricht der neu definierten Abteilung „Uranyl-Phosphate/Arsenate und Uranyl-Vanadate mit [UO2]2+–[PO4]/[AsO4]3− und [UO2]2+–[V2O8]6−, mit isotypen Vanadaten (Sincositreihe)“, wo Uranospathit zusammen mit Arsenuranospathit eine unbenannte Gruppe mit der Systemnummer VII/E.04 bildet.
Auch die von der International Mineralogical Association (IMA) zuletzt 2009 aktualisierte 9. Auflage der Strunz’schen Mineralsystematik ordnet den Uranospathit in die Klasse der „Phosphate, Arsenate und Vanadate“ und dort in die Abteilung „Uranylphosphate und Arsenate“ ein. Diese ist allerdings weiter unterteilt nach dem Stoffmengenverhältnis von Uranyl- zu Phosphat-, Arsenat- bzw. Vanadatkomplexen. Das Mineral ist hier entsprechend seiner Zusammensetzung in der Unterabteilung „UO2 : RO4 = 1 : 1“ zu finden, wo es zusammen mit Arsenuranospathit die „Uranospathitgruppe“ mit der Systemnummer 8.EB.25 bildet.
In der vorwiegend im englischen Sprachraum gebräuchlichen Systematik der Minerale nach Dana hat Uranospathit die System- und Mineralnummer 40.02a.22.01. Das entspricht ebenfalls der Klasse der „Phosphate, Arsenate und Vanadate“ und dort der Abteilung „Wasserhaltige Phosphate etc.“. Hier findet er sich innerhalb der Unterabteilung „Wasserhaltige Phosphate etc., mit A2+(B2+)2(XO4) × x(H2O), mit (UO2)2+“ als einziges Mitglied in einer unbenannten Gruppe mit der Systemnummer 40.02a.22.

## Kristallstruktur

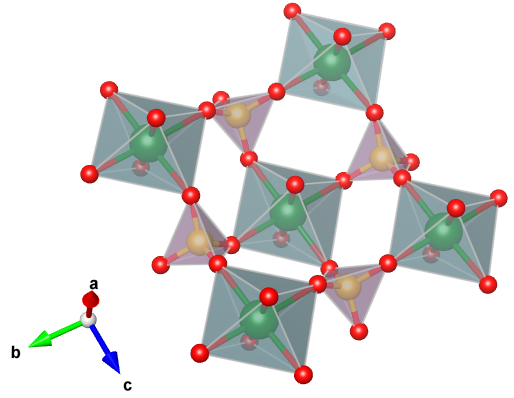
Verknüpfung der Uranyl-Oktaeder mit den Phosphat-Tetraedern (Wassermoleküle und Aluminium-Ionen der Übersichtlichkeit wegen entfernt)
green Uran (U)
red Sauerstoff (O)
1. F0E68C Phosphor (P)

Uranospathit kristallisiert orthorhombisch in der Raumgruppe Pnn2 (Raumgruppen-Nr. 34) mit den Gitterparametern a = 30,020 Å; b = 7,008 Å und c = 7,049 Å sowie zwei Formeleinheiten pro Elementarzelle.
Das Mineral kristallisiert in Schichten vom Autunit-Typ. Die Aluminium-Ionen bilden mit dem Kristallwasser isolierte oktaedrische Komplexe, die sich zwischen den Uranyl-Phosphat-Schichten befinden. Die Uranyl-Phosphat-Schichten setzen sich aus eckenverknüpften Phosphat-Tetraedern und Uranyl-Oktaedern zusammen. Ein komplexes Netzwerk von Kristallwassermolekülen hält diese Schichten durch Wasserstoffbrückenbindungen zusammen.
Eine röntgenographische Einkristallstrukturanalyse an Uranospathit zeigte für die Aluminium-Ionen nur ein Besetzungsverhältnis von 86 %. Aufgrund dieser Diskrepanz konnte durch wellenlängendispersive Röntgenspektroskopie gezeigte werden, dass des Weiteren Fluorid-Ionen in der Struktur vorhanden sein müssen. Durch den geringen Unterschied in der Elektronendichte-Verteilung zwischen Fluor (F) und Sauerstoff (O) konnten diese Ionen jedoch nicht in der Einkristallstrukturanalyse lokalisiert werden. Die Autoren der Studie nehmen an, dass ein sehr geringer Anteil des Wassers, welches an das Aluminium koordiniert ist, teilweise von Fluorid-Ionen ersetzt ist, so dass sich, unter Anwendung des Elektroneutralitätsprinzips die folgende Summenformel ergibt:
Al1–x□x[(UO2)(PO4)]2(H2O)20+3xF1–3x mit 0 < x < 0,33.

## Eigenschaften
Das Mineral ist durch seinen Urangehalt von bis zu 42,12 % radioaktiv. Unter Berücksichtigung der Mengenanteile der radioaktiven Elemente in der idealisierten Summenformel sowie der Folgezerfälle der natürlichen Zerfallsreihen wird für das Mineral eine spezifische Aktivität von etwa 75,4 kBq/g angegeben (zum Vergleich: natürliches Kalium 0,0312 kBq/g). Der zitierte Wert kann je nach Mineralgehalt und Zusammensetzung der Stufen deutlich abweichen, auch sind selektive An- oder Abreicherungen der radioaktiven Zerfallsprodukte möglich und ändern die Aktivität.
In trockener Umgebung dehydratisiert Uranospathit bereits bei Raumtemperatur zu Sabugalit.
Unter langwelligem UV-Licht zeigt Uranospathit eine gelbgrüne Fluoreszenz.

## Bildung und Fundorte
Uranospathit bildet sich als Sekundärmineral in der Oxidationszone von Uran-Lagerstätten. Es tritt unter anderem zusammen mit Bassetit auf.
Weltweit gibt es nur wenige Fundorte von Uranospathit. In England ist es nur aus seiner Typlokalität, den Basset Mines, bekannt. Aus Deutschland ist Uranospathit lediglich aus der Grube Krunkelbach bei Menzenschwand sowie aus der Mine „Weißer Hirsch“ bei Neustädtel bekannt. In der Schweiz ist es aus La Creusaz im Kanton Wallis bekannt. Die weiteren bekannten Fundorte sind die Radium Hill Mine in Australien, Xiushui in China, Jáchymov in der Tschechischen Republik, in der Region Limousin in Frankreich, Montescheno in Italien, Beaufort West in Südafrika, in Badajoz und Cáceres in Spanien sowie im Paradox Valley in den USA.

## Vorsichtsmaßnahmen
Aufgrund der Toxizität und der starken Radioaktivität des Minerals sollten Mineralproben vom Uranospathit nur in staub- und strahlungsdichten Behältern, vor allem aber niemals in Wohn-, Schlaf- und Arbeitsräumen aufbewahrt werden. Ebenso sollte eine Aufnahme in den Körper (Inkorporation, Ingestion) auf jeden Fall verhindert und zur Sicherheit direkter Körperkontakt vermieden sowie beim Umgang mit dem Mineral Atemschutzmaske und Handschuhe getragen werden.